# Tour de France 2009/14. Etappe
Die 14. Etappe der Tour de France 2009 am 18. Juli führte über 199 km von Colmar nach Besançon. Sie enthielt drei Zwischensprints und zwei Bergwertungen der 3. Kategorie.
Nach der Etappe war man bei Astana sehr sauer, weil der engste nicht-Astana-Freund von Lance Armstrong, Columbia-Fahrer George Hincapie das gelbe Trikot um 5 Sekunden verpassten, weil die Rivalmannschaft Columbias, Garmin Slipstream, Tempo im Hauptfeld machte. Im Massensprint verlor Mark Cavendish die Nerven, drängte seinen Rivalen im Kampf um das grüne Trikot, Thor Hushovd, ab und bremste ihn noch vergeblich, um seinen Anfahrer Mark Renshaw, vor Hushovd zu bringen, wegen des Fernsehbeweises wurden Cavendish nicht nur die Punkte des Zielsprints aberkannt, sondern auch noch 141 Fahrer vor Cavendish platziert.

## Zwischenfall
Bei Kilometer 38 in der Nähe von Wittelsheim starb eine Zuschauerin, die beim Überqueren eines abgesperrten Straßenstückes von einem Polizeimotorrad erfasst wurde. Das Motorrad schleuderte im weiteren Verlauf in eine Menschenmenge und verletzte zwei weitere Zuschauer, die im Krankenhaus behandelt werden mussten.

## Sprintwertung
- 1. Zwischensprint in Pulversheim (Kilometer 34) (229 m ü. NN)

| Erster  | Gerald Ciolek   | 6 Pkt. |
| Zweiter | Daniele Bennati | 4 Pkt. |
| Dritter | Daniele Righi   | 2 Pkt. |
- 2. Zwischensprint in Dannemarie (Kilometer 67) (319 m ü. NN)

| Erster  | Hayden Roulston     | 6 Pkt. |
| Zweiter | Christophe Le Mével | 4 Pkt. |
| Dritter | Sébastien Minard    | 2 Pkt. |
- 3. Zwischensprint in Baume-les-Dames (Kilometer 161,5) (270 m ü. NN)

| Erster  | Hayden Roulston  | 6 Pkt. |
| Zweiter | Sébastien Minard | 4 Pkt. |
| Dritter | Daniele Bennati  | 2 Pkt. |
- Ziel in Besançon (Kilometer 199) (263 m ü. NN)

| Erster   | Sergei Iwanow          | 35 Pkt. |
| Zweiter  | Nicolas Roche          | 30 Pkt. |
| Dritter  | Hayden Roulston        | 26 Pkt. |
| Vierter  | Martijn Maaskant       | 24 Pkt. |
| Fünfter  | Sébastien Minard       | 22 Pkt. |
| Sechster | Daniele Righi          | 20 Pkt. |
| Siebter  | Christophe Le Mével    | 19 Pkt. |
| Achter   | George Hincapie        | 18 Pkt. |
| Neunter  | Daniele Bennati        | 17 Pkt. |
| Zehnter  | Gerald Ciolek          | 16 Pkt. |
| 11.      | Albert Timmer          | 15 Pkt. |
| 12.      | Frederik Willems       | 14 Pkt. |
| 13.      | Thor Hushovd           | 13 Pkt. |
| 14.      | Mark Renshaw           | 12 Pkt. |
| 15.      | Jauheni Hutarowitsch   | 11 Pkt. |
| 16.      | José Joaquín Rojas Gil | 10 Pkt. |
| 17.      | Koen de Kort           | 9 Pkt.  |
| 18.      | Marco Bandiera         | 8 Pkt.  |
| 19.      | Brett Lancaster        | 7 Pkt.  |
| 20.      | Jérémy Roy             | 6 Pkt.  |
| 21.      | Arnaud Coyot           | 5 Pkt.  |
| 22.      | Stijn Vandenbergh      | 4 Pkt.  |
| 23.      | Bernhard Eisel         | 3 Pkt.  |
| 24.      | Heinrich Haussler      | 2 Pkt.  |
| 25.      | Nikolai Trussow        | 1 Pkt.  |

## Bergwertungen
- Côte de Lebetain, Kategorie 3 (Kilometer 90,5) (490 m ü. NN; 2,4 km à 4,4 %)

| Erster  | Frederik Willems | 4 Pkt. |
| Zweiter | Albert Timmer    | 3 Pkt. |
| Dritter | Sergei Iwanow    | 2 Pkt. |
| Vierter | Gerald Ciolek    | 1 Pkt. |
- Côte de Blamont, Kategorie 3 (Kilometer 111,5) (558 m ü. NN; 2,9 km à 4,9 %)

| Erster  | Sébastien Minard | 4 Pkt. |
| Zweiter | Gerald Ciolek    | 3 Pkt. |
| Dritter | Frederik Willems | 2 Pkt. |
| Vierter | Martijn Maaskant | 1 Pkt. |